# 표준신중투자자법
표준신중투자자법은 1995년 미국변호사협회에 의해 승인된 모법법전으로 현재 43개 주와 컬럼비아 특별구가 이 표준법을 채택하고 있다. 신탁법전의 일원화를 목표로 표준신탁법전을 표준신중투자자법을 제9편에 그대로 편입시키고 있다.
이 법은 전체 신탁 포트폴리오와의 연관선상에서 일체로써 그와 동시에 해당 신탁에 적합한 손실 및 수익 목표치들 포함한 총괄적인 투자 전략의 한 부분으로써 결실한 투자대행인의 성과가 평가됨을 명시하고 있다.

## 주요내용
- 수탁자의 기술능력
- 충실의무
- 공평의무
- 투자비용
- 투자 및 관리직무의 위임

## 같이 보기
- 신중한 투자자 법리